# Pavel Aleksandrovič Florenski
Pavel Aleksandrovič Florenski, (rusko Па́вел Алекса́ндрович Флоре́нский), ruski pravoslavni duhovnik, teolog, filozof, matematik in elektroinženir, * 21. januar 1882, Jevlah, Jelizavetpolska gubernija, Ruski imperij (sedaj Azerbajdžan), † 8. december 1937, Solovki, Sovjetska zveza (sedaj Rusija).

## Življenje
Florenski se je rodil 21. januarja 1882 v mestu Jevlah v današnjem zahodnem Azerbajdžanu. Očetova družina je bila ruska in pravoslavna, materina pa je bila armenska in je pripadala Apostolski Cerkvi. Da bi se starša izognila morebitnim sporom glede veroizpovedi, svojih sedmih otrok nista vzgajala v veri staršev, ampak sta jim skušala priučiti znanstven pogled na svet, ki se jima je zdel bolj splošno sprejemljiv.
Po končani gimnaziji v Tiflisu se je Florenski leta 1900 na prigovarjanje staršev vpisal na moskovsko univerzo, kjer je študiral matematiko in fiziko. Diplomiral je leta 1904 in kot zelo nadarjenemu študentu so mu ponudili profesuro na univerzi. Toda ker se je Florenski v času študija približal Cerkvi in želel v njej celostno zaživeti, je ponudbo zavrnil in šel študirat na Duhovno akademijo v Sergejevem Posadu. Tu se je posvetil filozofskemu in teološkemu študiju, hkrati pa so ga zanimala še druga področja: literatura, umetnost, naravoslovne znanosti … V času študija je začel pisati tudi svoje temeljno filozofsko delo Steber in utrdba resnice. Celotno delo je bilo sicer izdano šele leta 1914, a glavnina je nastala že med študijem na akademiji.
Po diplomi leta 1908 je Florenski začel poučevati na Duhovni akademiji. Poučeval je zgodovino filozofije oziroma – kot je svoja predavanja raje imenoval – »zgodovino raznih pogledov na svet«. Leta 1910 se je poročil z Ano Mihajlovno Giacintovo in imel z njo pet otrok. Naslednje leto je bil posvečen v duhovnika in je ob nedeljah obhajal bogoslužje pri nekih sestrah, večino časa pa je še naprej posvečal poučevanju na Duhovni akademiji. Izdajal je dela s področja filozofije, teologije, umetnosti in elektrodinamike; med letoma 1911 in 1917 je bil tudi urednik revije Duhovne akademije Bogoslovskij vestnik.
Ko so leta 1919 boljševiki po oktobrski revoluciji Duhovno akademijo zaprli, je Florenski še nekaj časa nadaljeval s svojim filozofsko-teološkim delom, vendar je pri tem doživljal velika nasprotovanja s strani režima, ki je bil sovražen do vsega religioznega. Ker ni mogel delati drugega, je sprejel znanstveno in tehnično delo v raznih sovjetskih zavodih, kjer je med drugim sodeloval pri elektrifikaciji Rusije. Čeprav ni mogel več obhajati liturgije, ni nikoli zapustil svojega duhovništva. Po pričevanju sodobnikov je vedno nosil talar, tudi kadar je nastopal na sovjetskih znanstvenih kongresih..
Leta 1928 je bil izgnan v Nižni Novgorod, od koder pa se je po posredovanju žene Maksima Gorkega lahko kmalu vrnil. Leta 1933 je bil ponovno aretiran in po lažni obsodbi so ga najprej za nekaj mesecev poslali na Ruski Daljni vzhod, nato pa na otočje Solovki, kjer je ostal do konca življenja. Umrl je mučeniške smrti; ustreljen je bil 8. decembra 1937.

## Stolp in utrdba resnice
Stolp in utrdba resnice – Poskus pravoslavne teodiceje v dvanajstih pismih (rusko Столп и утверждение истины – Опыт православной теодицеи в двенадцати письмах) je temeljno delo Florenskega; prvič je izšlo leta 1914. Naslov dela izhaja iz 1. pisma Timoteju, kjer pisec z izrazom steber in opora resnice imenuje "Cerkev živega Boga" (prim. 1 Tim 3,15). 
Na začetku dela je posvetilo: Dehtečemu in Čistemu Imenu Device in Matere.
Že podnaslov pove, da je delo zasnovano kot zbirko pisem. "Način pisanja, posebej začetek vsakega poglavja, spominja na pismo. Običajno se namreč začne z liričnim uvodom, naslovljenim na katerega svojih prijateljev. Potem se stili spreminjajo: nekaj časa uporablja bolj filozofski jezik, potem matematične formule, nato nadaljuje s teološko govorico doda pričevanja duhovnih pisateljev, se poslužuje jezikovnih analiz ipd."
Z različnimi pristopi je želel Florenski globlje prodreti v osrednjo temo Stebra, v raziskavo različnih pomenov krščanske ljubezni, ki jo Florenski vidi kot sestavo filie (prijateljske ljubezni) in agape (darovanjske ljuubezni).

## Prevodi v slovenščino
- Ikonostas (odlomek). v Likovne besede, št. 65-66, 2003. (COBISS)
- Ko spoznanje preraste v ljubezen. Mohorjeva družba, Celje 2003. (COBISS)
- Na Makovcu. v Tretji dan, št. 1-2, 2001, letnik 30. (COBISS)
- Nebesna znamenja. v Poligrafi, št. 11-12, 1998, letnik 3.(COBISS)
- Svetloba resnice. v Tretji dan, št. 1-2, 2001, letnik 30. (COBISS)
- Tempeljski obred kot sinteza umetnosti. v Apokalipsa, št. 34-36, 2000. (COBISS)
- Tempeljski obred kot sinteza umetnosti. v FNM, št. 1-2, 2000, letnik 7. (COBISS)